# 12032 Ivory
12032 Ivory è un asteroide della fascia principale. Scoperto nel 1997, presenta un'orbita caratterizzata da un semiasse maggiore pari a 2,3716246 UA e da un'eccentricità di 0,1850156, inclinata di 2,70111° rispetto all'eclittica.